# Georg Fischer (Unternehmer, 1804)

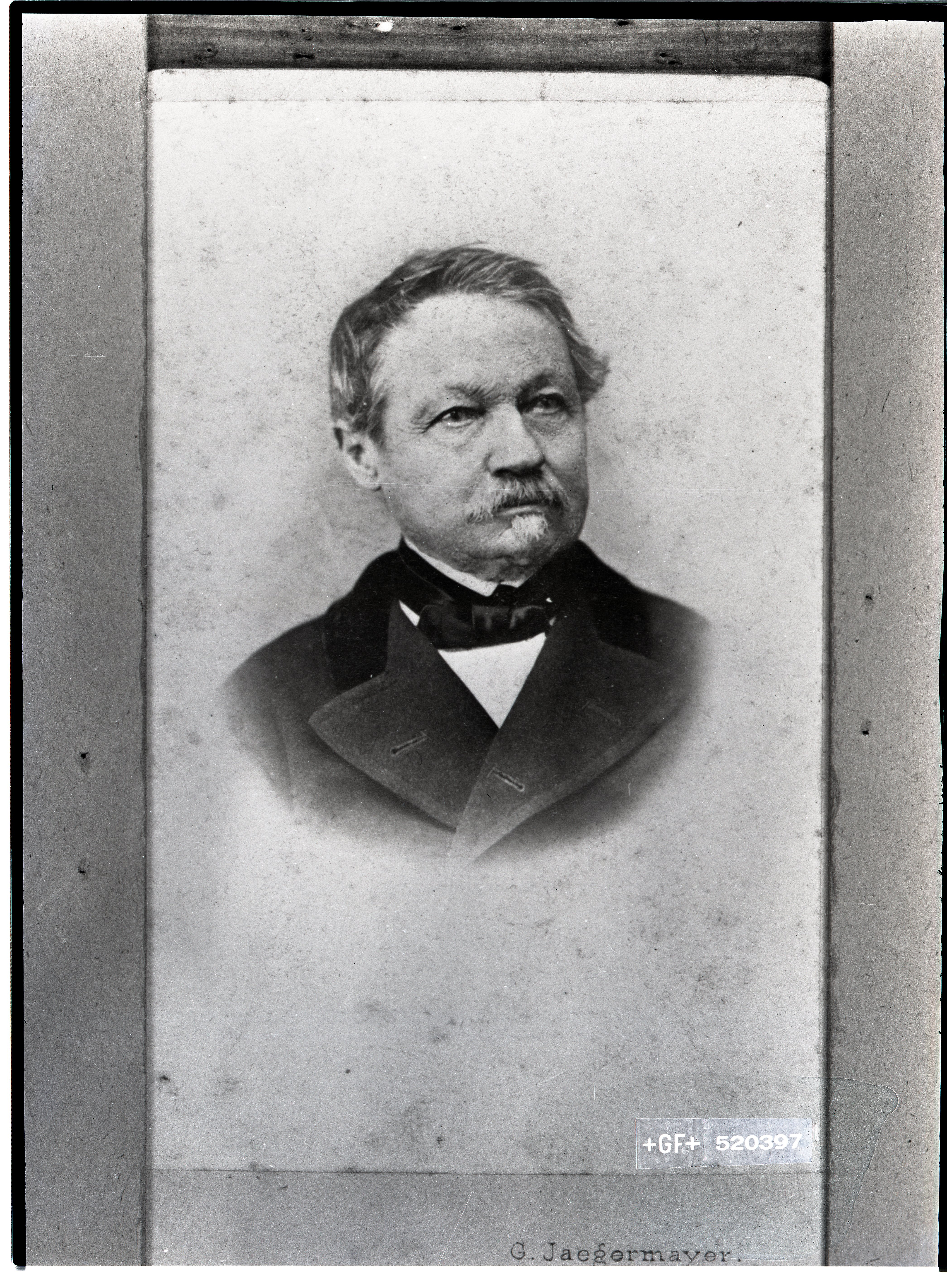
Georg Fischer I

Georg Fischer I (* 17. April 1804 in Schaffhausen; † 3. Oktober 1888 in Hainfeld (Niederösterreich)) war ein Schweizer Unternehmer.

## Leben
Georg Fischer wurde am 17. April 1804 als Sohn des Unternehmers Johann Conrad Fischer, dem Gründer der Fischer’schen Stahlwerke, in Schaffhausen geboren. Nach Schulbesuchen in Schaffhausen liess er sich am Polytechnischen Institut in Wien ausbilden. Im Jahr 1833 übernahm er die von seinem Vater gegründete Giesserei in Hainfeld und eine Spindelfabrik in Traisen, in der später sein Bruder Berthold eine Temper- und Stahlgiesserei führte. Nach dem Tod seines Vaters reorganisierte er dessen Betriebe in Schaffhausen und verkaufte sie an seinen Sohn Georg.
Georg Fischer, der dreimal verheiratet war, verstarb im Alter von 84 Jahren in Hainfeld.